# Amerikaanse zeearend
De Amerikaanse zeearend of witkopzeearend (Haliaeetus leucocephalus) is een roofvogel die in Canada en in de Verenigde Staten broedt. Aan het eind van de twintigste eeuw stond de vogel op het punt van uitsterven, maar de populatie is tegenwoordig tot een stabiel niveau hersteld.

## Uiterlijk
De Amerikaanse zeearend heeft in tegenstelling tot de Afrikaanse zeearend een snavel die helemaal geel is. De volwassen vogel is geheel donkerbruin met een witte kop en staart.
 Volwassen vrouwtjes hebben een spanwijdte van ongeveer 200 cm, tot zelfs 244 cm. De mannetjes zijn ongeveer 25% kleiner dan de vrouwtjes.

## Voortplanting
De Amerikaanse zeearend is geslachtsrijp als hij 4 of 5 jaar oud is. Een paar zeearenden produceert één tot drie eieren per jaar, maar slechts zelden vliegen ook drie jonge vogels uit. Daarom wordt het derde jong heel soms uit het nest verwijderd om elders uitgezet te worden.
De arenden keren als ze oud genoeg zijn vaak terug naar het gebied waar ze zijn opgegroeid. Het zijn socialere vogels dan vele andere roofvogelsoorten. Een volwassen arend zal daarom eerder een plaats uitzoeken voor een nest waar ook andere, onvolwassen, arenden wonen of verblijven.

## Leefwijze
Het menu van de zeearend is gevarieerd. Hij eet vis, kleinere vogels, knaagdieren. Soms steelt hij eten van campings of picknickplaatsen. Wanneer in Alaska de Amerikaanse zalmen de rivieren optrekken om kuit te schieten, verzamelen zich tientallen arenden ter plaatse om deze vis te verschalken.

## Verspreiding
Hij komt voor bij Amerikaanse kusten, rivieren en meren. De vogel is eenmaal in Ierland gesignaleerd.
De soort telt twee ondersoorten:
- H. l. washingtoniensis: Alaska, Canada en de noordelijke Verenigde Staten.
- H. l. leucocephalus: de zuidelijke Verenigde Staten en noordwestelijk Mexico.

## Nationaal symbool
De Amerikaanse zeearend (Engels: Bald Eagle) is Amerika's nationale vogel en staat afgebeeld op het grootzegel van de Verenigde Staten.

## Trivia
- De voetbalclub Vitesse uit Arnhem heeft sinds 1999 als mascotte een arend. Sinds 2010 is dat een Amerikaanse zeearend genaamd Hertog II, die voor het begin van elke thuiswedstrijd in het stadion GelreDome rondvliegt.
- Als mascotte heeft sinds 2008 voetbalclub Go Ahead Eagles uit Deventer de Amerikaanse zeearend met de naam Harley, die voor elke thuiswedstrijd in De Adelaarshorst rondvliegt.[2]

## Fotogalerij

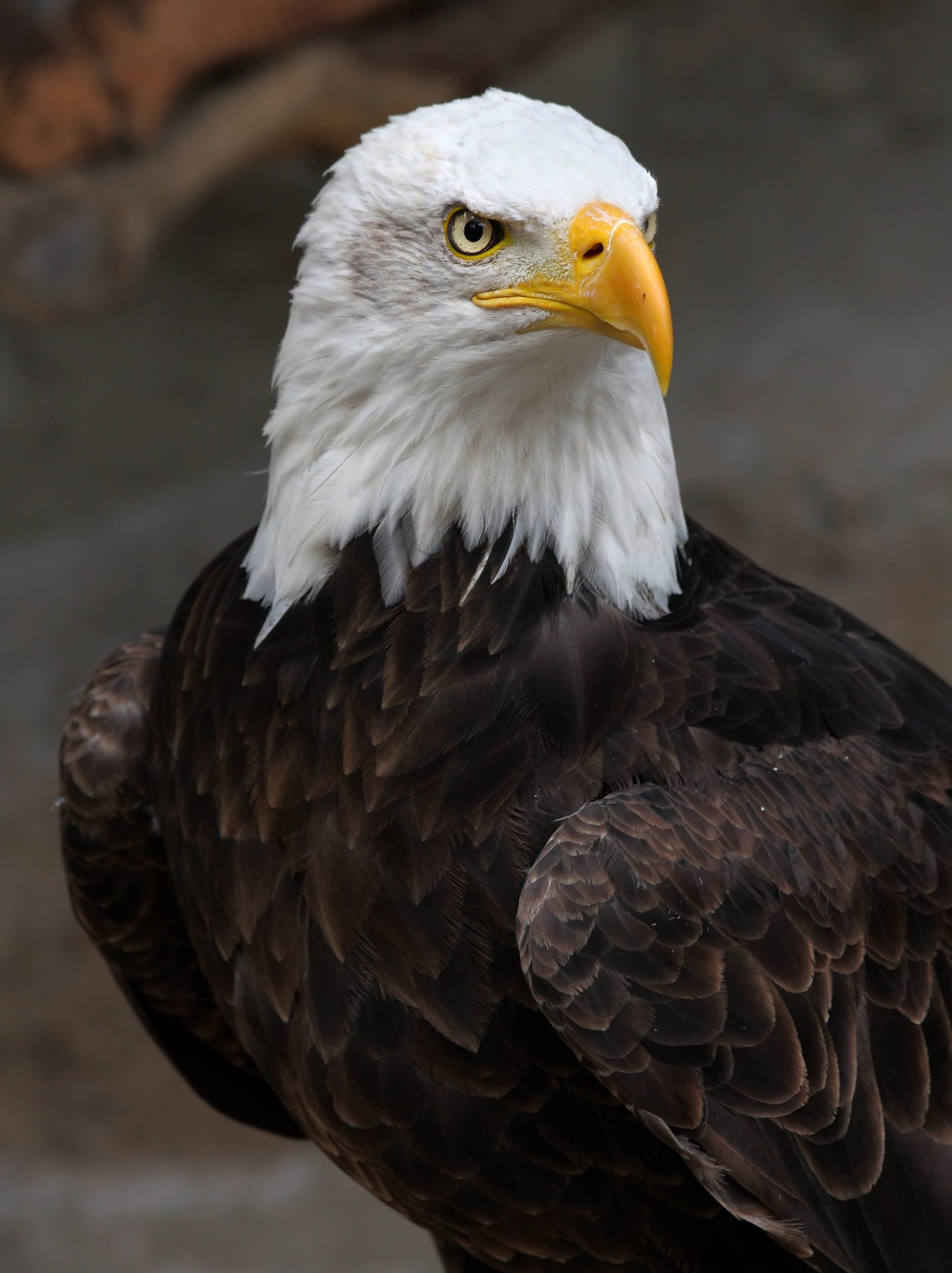
Close-up
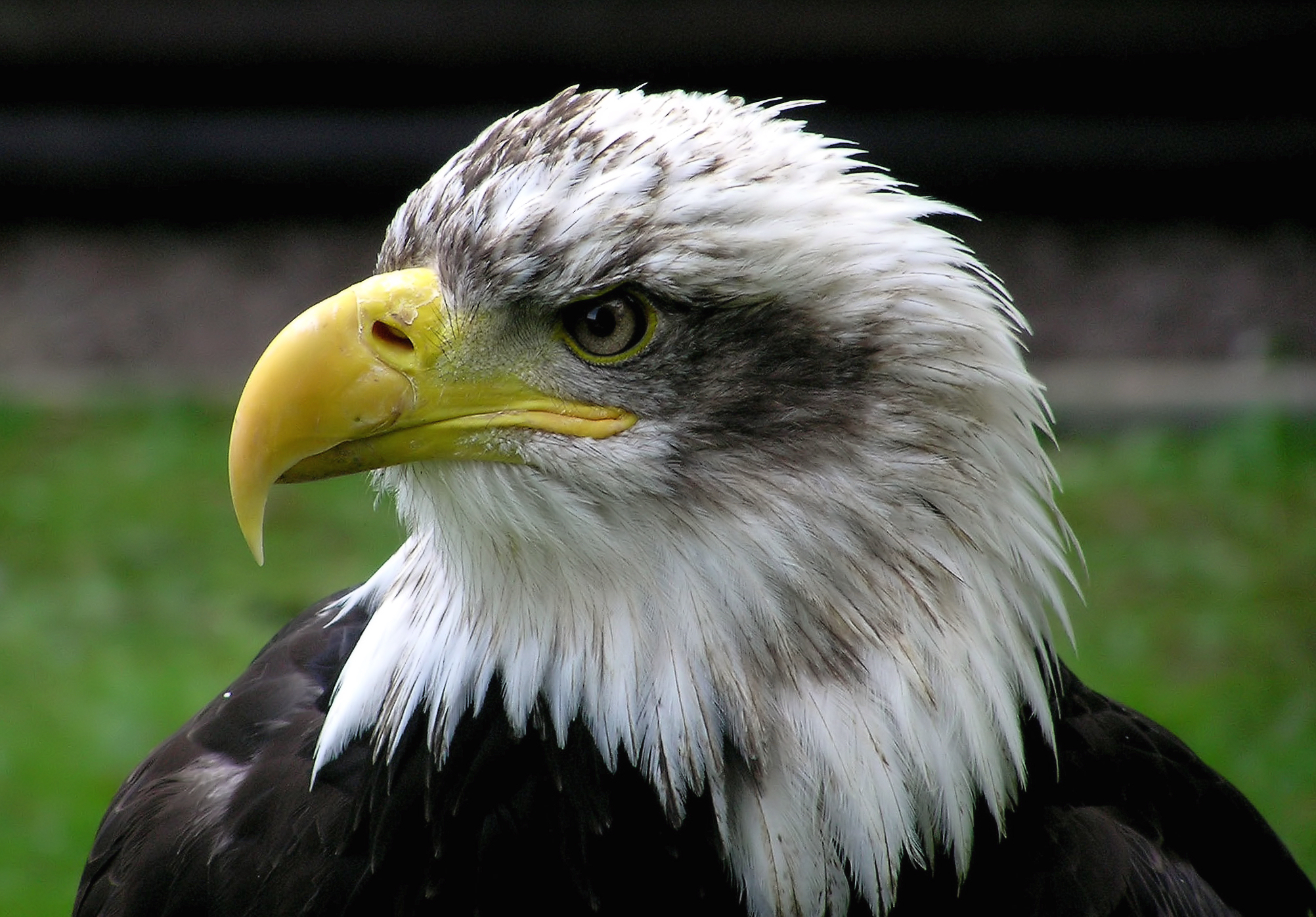
Close-up van de kop van een Amerikaanse zeearend
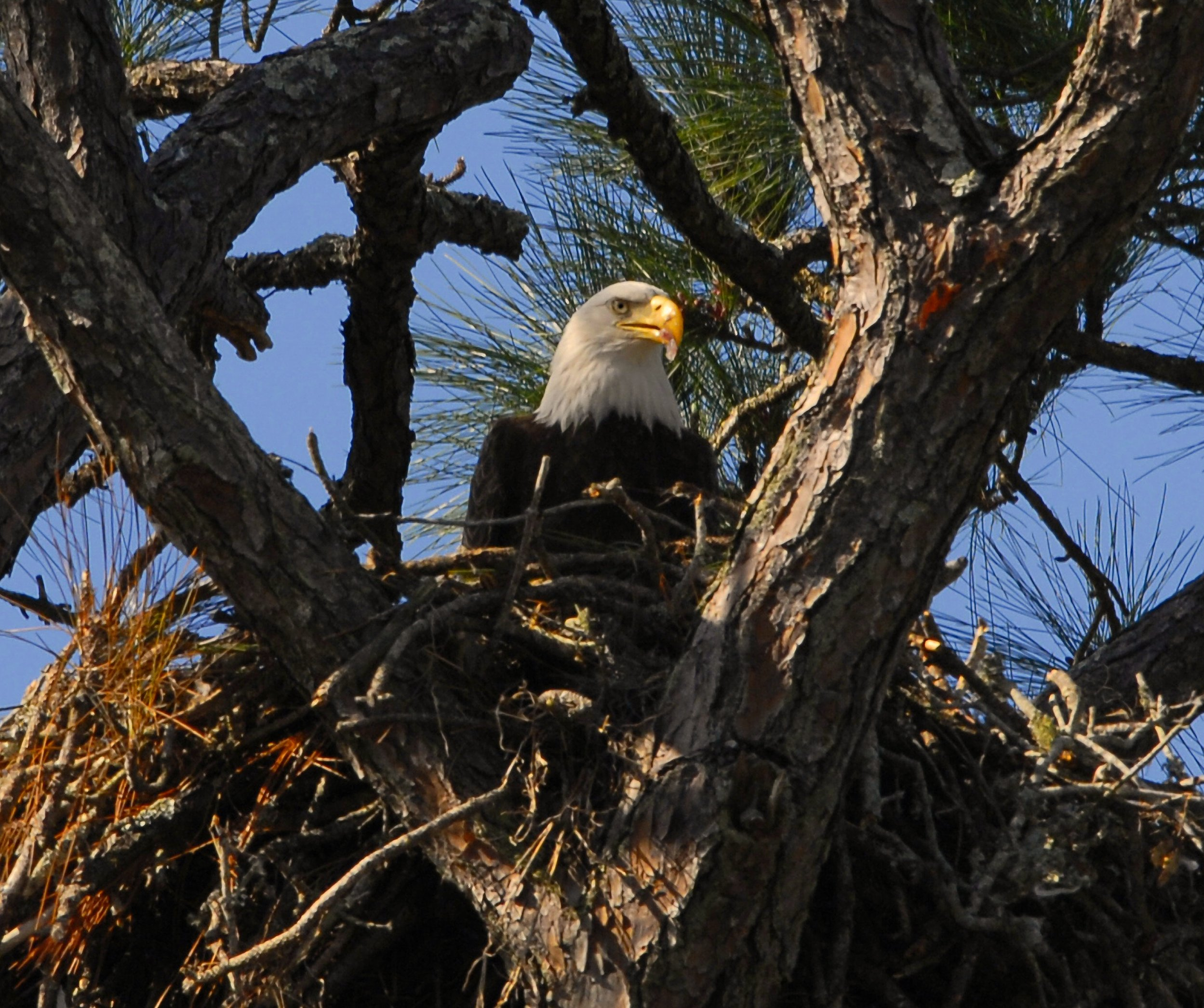
Nest met jonge Amerikaanse zeearend
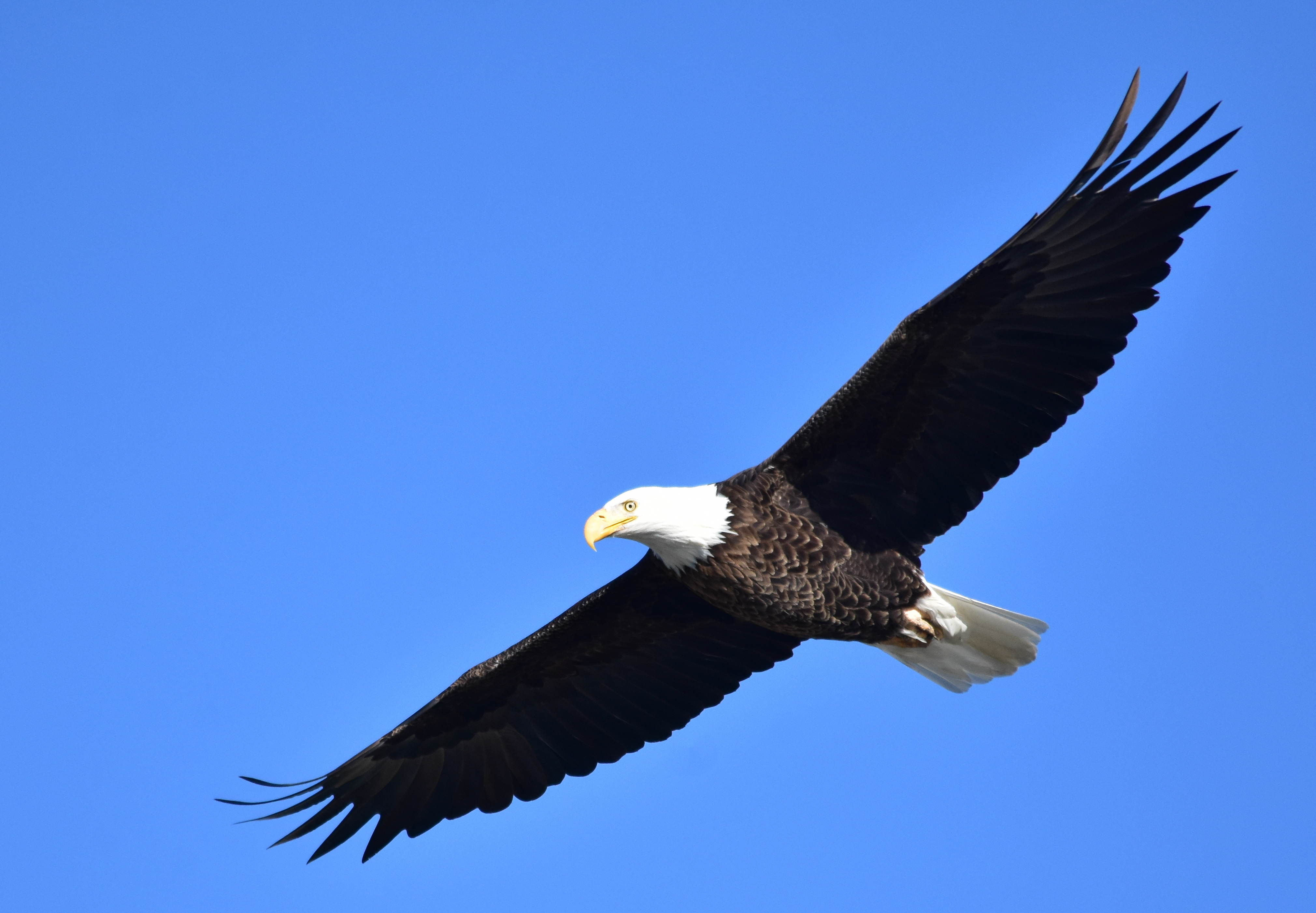
Vliegend
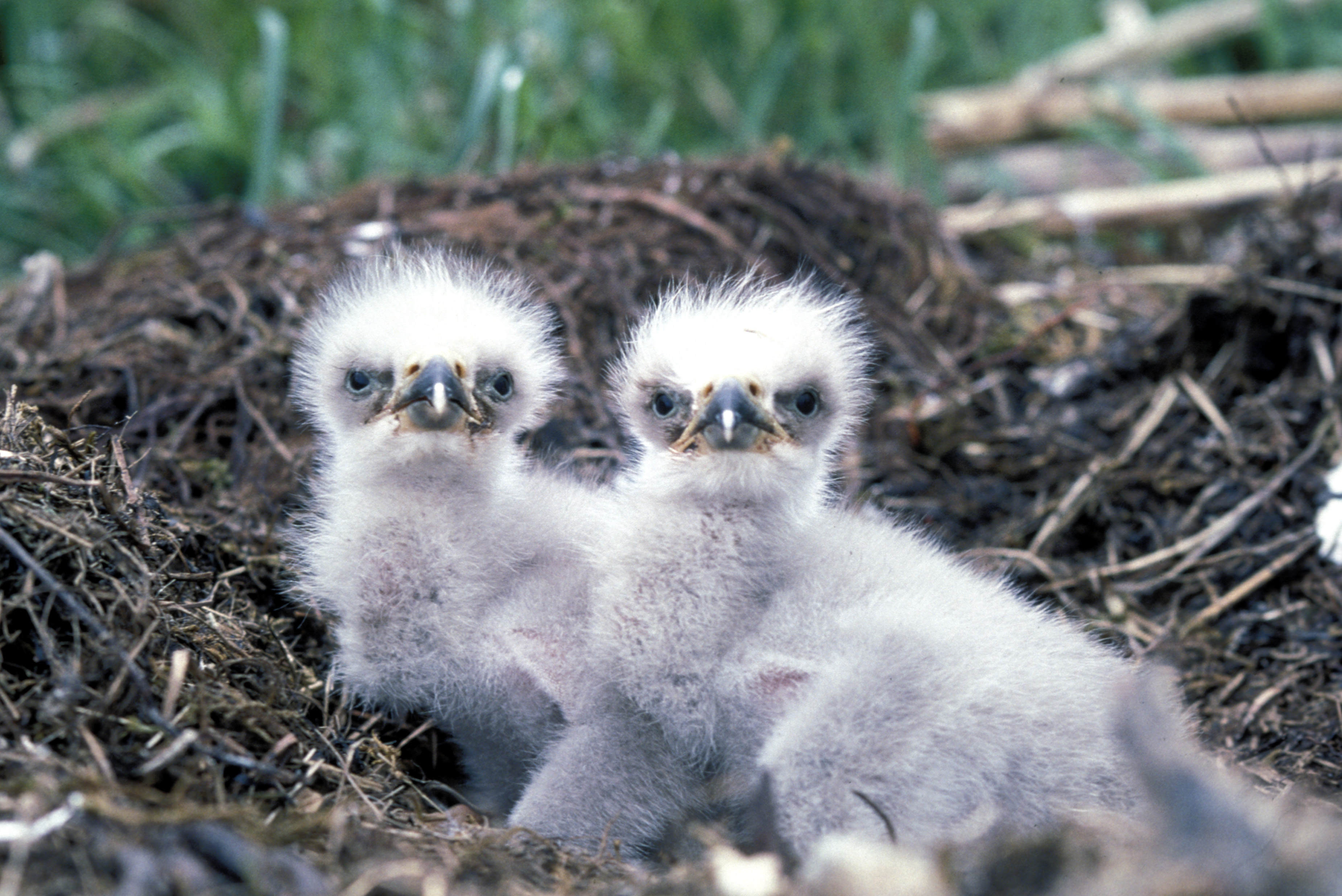
Jonge arenden